# Japan Ice Hockey League 1967/68
Die Saison 1967/68 war die zweite Spielzeit der Japan Ice Hockey League, der höchsten japanischen Eishockeyspielklasse. Meister wurde zum insgesamt zweiten Mal in der Vereinsgeschichte der Iwakura Ice Hockey Club. Topscorer mit 28 Punkten wurde Koji Iwamoto von Meister Iwakura. 

## Modus
In der Regulären Saison absolvierte jede der fünf Mannschaften insgesamt acht Spiele. Der Erstplatzierte nach der Regulären Saison wurde Meister. Für einen Sieg erhielt jede Mannschaft zwei Punkte, bei einem Unentschieden einen Punkt und bei einer Niederlage null Punkte.

## Reguläre Saison

### Tabelle
|    | Team                     | GP | W | L | T | GF | GA | Pts |
| -- | ------------------------ | -- | - | - | - | -- | -- | --- |
| 1. | Iwakura Ice Hockey Club  | 8  | 7 | 0 | 1 | 62 | 14 | 15  |
| 2. | Ōji Eagles               | 8  | 5 | 2 | 1 | 55 | 17 | 10  |
| 3. | Seibu Prince Rabbits     | 8  | 4 | 4 | 2 | 54 | 35 | 10  |
| 4. | Fukutoku Ice Hockey Club | 8  | 1 | 6 | 0 | 21 | 54 | 2   |
| 5. | Furukawa Ice Hockey Club | 8  | 1 | 6 | 0 | 14 | 86 | 2   |

GP = Spiele, W = Siege, L = Niederlagen, T = Unentschieden

### Toptorschützen
| Spieler             | Team    | Tore |
| ------------------- | ------- | ---- |
| Tohru Okajima       | Iwakura | 15   |
| Koji Iwamoto        | Iwakura | 15   |
| Takao Hikigi        | Ōji     | 12   |
| Hitoshi Wakabayashi | Seibu   | 11   |

## Auszeichnungen
- Most Valuable Player – Koji Iwamoto, Iwakura Ice Hockey Club

## All-Star-Team
| Tor          | Katsuji Morishima (Iwakura) | Katsuji Morishima (Iwakura) | Katsuji Morishima (Iwakura) | Katsuji Morishima (Iwakura) | Katsuji Morishima (Iwakura) | Katsuji Morishima (Iwakura) |
| Verteidigung | Michihiro Satoh (Iwakura)   | Michihiro Satoh (Iwakura)   | Michihiro Satoh (Iwakura)   | Isao Asai (Iwakura)         | Isao Asai (Iwakura)         | Isao Asai (Iwakura)         |
| Sturm        | Koji Iwamoto (Iwakura)      | Koji Iwamoto (Iwakura)      | Tohru Okajima (Iwakura)     | Tohru Okajima (Iwakura)     | Takao Hikigi (Ōji)          | Takao Hikigi (Ōji)          |